# لوون پنجم، شاه ارمنستان
لئو پنجم، شاه ارمنستان (ارمنی: Լևոն؛ زاده حدود ۱۳۴۲ – درگذشته ۲۹ نوامبر ۱۳۹۳)، شاه ارمنی کیلیکیه از خاندان لوزینیان از سال ۱۳۷۴ تا ۱۳۷۵ میلادی بود. پس از وی، جیمز یکم قبرس به قدرت رسید.

## خانواده و کودکی
لئو پسر جان نایب‌السلطنه و رئیس کاخ ارمنستان بود. طبق گفته جین داردل، مورخ معاصر،  مادر لئو، سولدانه، دختر یک پادشاه گرجی بود. سولدانه به این ترتیب در منابع مربوط به قرون وسطا ناشناخته است، البته محققانی نظیر  رات کالنبرگ نسبت به نقل تاریخی داردل شک دارند. شواهد مستند باقی مانده نشان می‌دهد که جان ارمنستان هرگز با مادر لئو ازدواج نکرده و اینکه او تنها معشوقه‌اش بوده.
کنستانتین پنجم برای از بین بردن همه مدعیان تاج و تخت، دستور کشتن لئو و برادرش بوهماند را صادر کرد، اما آن‌ها قبل از اجرای دستور به قبرس فرار کردند. لئو در سال ۱۳۶۰ یک شوالیه شد.

## پادشاه ارمنستان
لئو هنگام مرگ فامیل دورش کنستانتین ششم ارمنستان در سال ۱۳۷۳ به‌عنوان پادشاه بر تخت سلطنت نشست . پس از یک دوره کوتاه که بیوه کنستانتین ششم نایب‌السلطنه بود، لئو به سختی به سیس رسید که از قبل توسط امیر مسلمان حلب مورد حمله قرار گرفته بود.
لئو و همسرش که با او در می ۱۳۶۹ در قبرس ازدواج کرده بود در سیس در ژوئیه یا ۱۴ سپتامبر ۱۳۷۴ تاج‌گذاری کردند طبق سنت‌های لاتین و ارمنی. حق او برای پادشاهی توسط اشوت به چالش کشیده شد و طی دوران پادشاهی کوتاه لئو مجادلات زیادی در بین جناح‌های مختلف به وجود آمد.
پس از چندین نبرد در برابر نیروهای مملوک، لئو برای حفظ خود به قلعه گیبن پناه برد و در نهایت در سال ۱۳۷۵ تسلیم شد و این نقطه پایانی بود بر تشکیل یک کشور ارمنی تا اینکه بعدها  جمهوری دموکراتیک ارمنستان (۱۹۲۰–۱۹۱۸) و جمهوری ارمنستان در سال ۱۹۹۱ بنا شد.
لئو پنجم در ۲۹ نوامبر ۱۳۹۳ در پاریس درگذشت.